# 吉拉德鄉
45°28′N 21°09′E / 45.467°N 21.150°E
吉拉德鄉（羅馬尼亞語：Comuna Ghilad, Timiș），是羅馬尼亞的鄉份，位於該國西部，由蒂米什縣負責管轄，面積115平方公里，海拔高度79米，2002年人口1,819，人口密度每平方公里16人。